# جیو اوموری
جیوجی اوموری (ژاپنی: 大森 城司؛ ۱۸۹۸ – ۲ مارس ۱۹۳۸) که در برزیل با نام جیو اوموری شناخته می‌شد، جودوکار ژاپنی‌الاصل اهل برزیل بود. وی را یکی از بنیان‌گذاران اولیهٔ جوجیتسو برزیلی می‌دانند.
او در توکیو زاده شد و در سن ۹ سالگی به مؤسسه جودو کودوکان پیوست کمربند سیاهش را در سن ۱۷ سالگی دریافت داشت. جیو اوموری از استادان لوئیس فرانسا بود.